# El Alia
Pour les articles homonymes, voir Alia.
Pour l’article ayant un titre homophone, voir El Allia.
El Alia (arabe : العالية), qui signifie en arabe « celle qui est haute » ou « située en hauteur », est une ville du nord de la Tunisie qui dépend du gouvernorat de Bizerte.
Située à une vingtaine de kilomètres de Bizerte et à une cinquantaine de kilomètres de Tunis, El Alia est une municipalité comptant 18 359 habitants en 2014 et le chef-lieu d'une délégation. La ville est accrochée au flanc du djebel Hakima.

## Histoire
Cette ville existe depuis l'époque romaine. Son nom est alors Uzalis alors que son nom actuel lui viendrait de son fondateur au Moyen Âge : Ali El Balight[réf. nécessaire]. Il subsiste encore quelques ruines romaines dispersées dans la ville.
La population est composée en grande partie de descendants d'Andalous ayant fui l'Espagne après la reconquête chrétienne. L'architecture andalouse a d'ailleurs laissé ses traces sur l'ancienne ville située au sommet de la colline (Djebel H'kima). La nouvelle ville se développe quant à elle dans les plaines entourant l'ancienne ville. Des monuments comme la grande mosquée et quelques mausolées ont survécu à la modernisation de la ville, la muraille et les portes qui entouraient l'ancienne cité ayant été détruites au début du XXe siècle.

## Culture
La ville compte cinq écoles primaires, deux collèges, une école secondaire et des mosquées comme El Rahma.

## Économie
L'activité principale des habitants est l'agriculture, situation qui tend toutefois à évoluer vers le transport routier de marchandises, l'industrie et les services dans une ville en expansion rapide. Une zone industrielle, installée en périphérie de la ville, accueille ainsi des entreprises tunisiennes et étrangères dans le domaine du textile et de l'agroalimentaire mais aussi dans le découpage du marbre et d'autres industries diverses.

## Infrastructures
La construction de l'autoroute Tunis-Bizerte toute proche a contribué à l'accélération du développement d'El Alia. Une autre voie rapide la relie à la ville industrielle de Menzel Bourguiba.
Sur les montagnes entourant la ville, une centrale éolienne est mise en service le 13 avril 2012 par la Société tunisienne de l'électricité et du gaz après une période expérimentale ayant commencé le 20 février ; 37 éoliennes génèrent cinquante mégawatts d'électricité.